# Crachier
Crachier é uma comuna francesa na região administrativa de Auvérnia-Ródano-Alpes, no departamento de Isère. Estende-se por uma área de 3,64 km². Em 2010 a comuna tinha 541 habitantes (densidade: 148,6 hab./km²).